# Trojanów (województwo wielkopolskie)
Trojanów – wieś w Polsce położona w województwie wielkopolskim, w powiecie kaliskim, w gminie Opatówek.
Wieś duchowna Trojanowo, własność arcybiskupstwa gnieźnieńskiego, pod koniec XVI wieku leżała w powiecie kaliskim województwa kaliskiego. W latach 1975–1998 miejscowość położona była w województwie kaliskim.